# Kreissparkasse Tübingen
Die Kreissparkasse Tübingen ist eine öffentlich-rechtliche Sparkasse mit Sitz in Tübingen in Baden-Württemberg. Ihr Geschäftsgebiet ist der Landkreis Tübingen.

## Organisationsstruktur

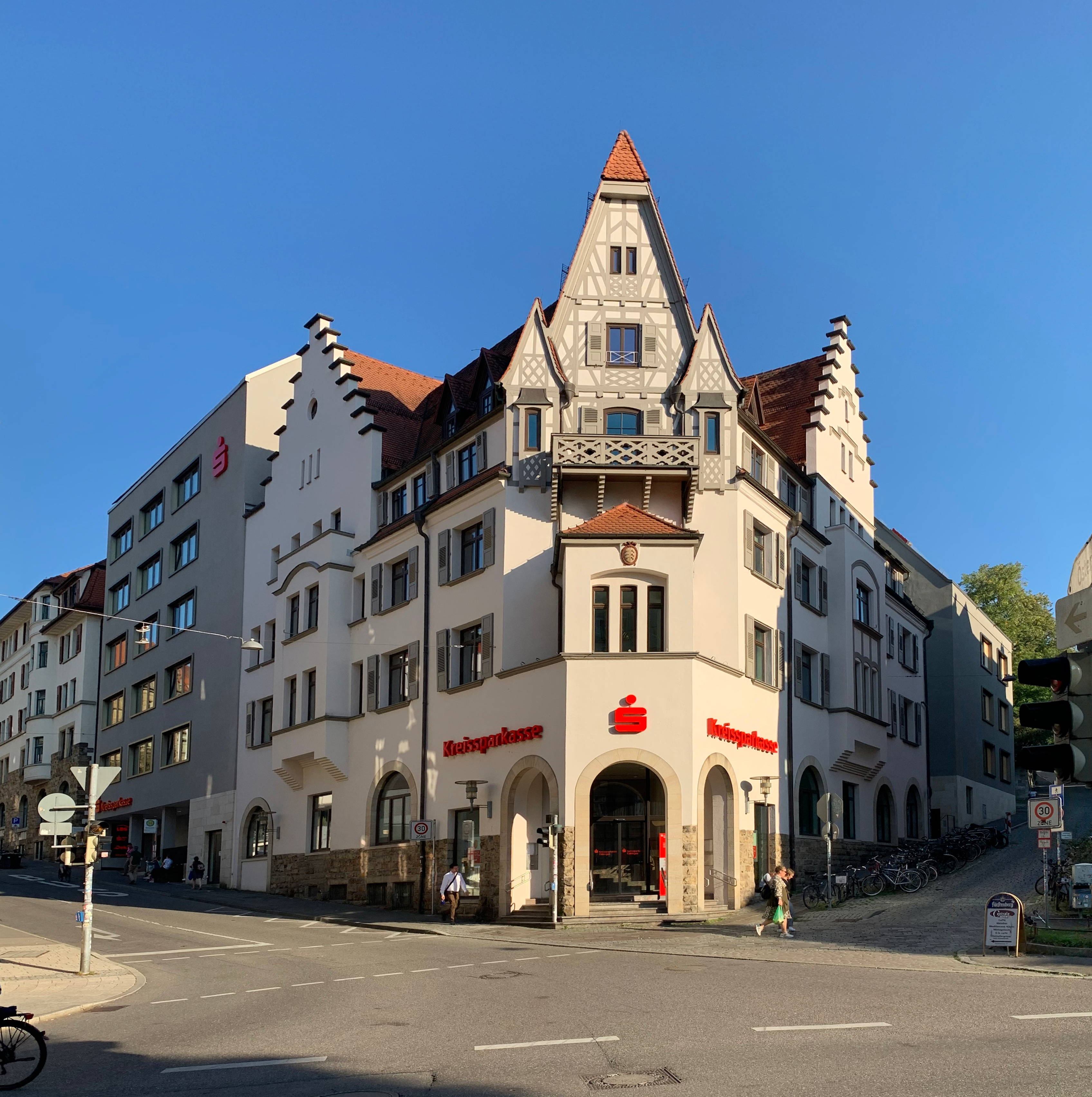
Filialdirektion Am Lustnauer Tor 3, 72074 Tübingen

Die Kreissparkasse Tübingen ist eine Anstalt des öffentlichen Rechts. Die Rechtsgrundlagen bilden das Sparkassengesetz für Baden-Württemberg und die durch den Verwaltungsrat der Kreissparkasse erlassene Satzung. Organe der Kreissparkasse sind der Vorstand, der Verwaltungsrat und der Kreditausschuss.
Das Geschäftsgebiet ist in drei Regionaldirektionen für das Privatkundengeschäft gegliedert. Das Gewerbekundengeschäft und das Unternehmenskundengeschäft sind in separaten Bereichen zusammengefasst. Für das Auslandsgeschäft, die Immobilienvermittlung und das Private Banking gibt es Spezialisten.

## Geschäftsausrichtung und Geschäftserfolg
Die Kreissparkasse Tübingen wies im Geschäftsjahr 2023 eine Bilanzsumme von 6,362 Mrd. Euro aus und verfügte über Kundeneinlagen von 4,464 Mrd. Euro. Gemäß der Sparkassenrangliste 2023 liegt sie nach Bilanzsumme auf Rang 62. Sie unterhält 55 Filialen/Selbstbedienungsstandorte und beschäftigt 857 Mitarbeiter.

## Produkte
Die Kreissparkasse Tübingen bietet das traditionelle Einlagen- und Kreditgeschäft an. Daneben werden branchenüblich auch die Vermittlung von Immobilien, das Wertpapierdienstleistungs- und Auslandsgeschäft sowie das Private Banking betrieben und Finanzdienstleistungen der Unternehmen der Sparkassen-Finanzgruppe vertrieben.

## Geschichte
Der am 19. Oktober 1852 in Tübingen gegründete private Sparverein war der Vorläufer der Oberamtssparkasse Tübingen. Der Sparverein wirtschaftete so erfolgreich, dass er die Amtsversammlung von der Gründung einer Oberamtssparkasse überzeugen konnte. Der 17. August 1854 war dann die Geburtsstunde der Oberamtssparkasse Tübingen. An diesem Tag löste sich der private Sparverein auf und trat seine Gelder an die Oberamtssparkasse ab.
1922 wurde das markante dreistöckige Haus Am Lustnauer Tor erworben, in dem sich die Gaststätte Hans Karle befand, wo die Geschäftszentrale der Sparkasse ihren Sitz fand. In der ehemaligen Gaststätte entstand die Hauptstelle: In der Tageswirtschaft wurde die Schalterhalle, in der Weinstube das Direktionszimmer eingerichtet. Die Sachbearbeiter hatten ihre Arbeitszimmer im Rest des Gebäudes.
Mit Einführung der Kreisordnung vom 27. Januar 1934 erhielt die Oberamtssparkasse Tübingen dann die Bezeichnung Kreissparkasse Tübingen. Im Zuge der Kreisreform wurde am 25. April 1938 die 1897 gegründete Oberamtssparkasse Rottenburg in die Kreissparkasse Tübingen eingegliedert.
Nach dem Zweiten Weltkrieg reichte das Gebäude der Hauptstelle nicht mehr aus und an seinen beiden Seiten in der Dobler- und in der Österbergstraße entstanden Erweiterungsbauten. In einem Erweiterungsbau von 1985–1988 wurde zwischen den beiden Flügeln des Hauptgebäudes und der Erweiterungsbauten eine große Kundenhalle errichtet. Für ihre Mitarbeiter war die stets wachsende Bank gezwungen, das in der Doblerstraße fast gegenüber liegende Gebäude des ehemaligen Oberschulamts anzumieten. Die räumlichen Probleme wurden durch den Bau einer neuen Geschäftszentrale (Sparkassen Carré) in der Mühlbachäckerstraße im Neubaugebiet Mühlenviertel im Jahre 2006 gelöst. Die Hauptstelle Am Lustnauer Tor wurde beibehalten und durch einen Umbau (u. a. Neubau der Kundenhalle) zwischen 2014 und 2017 umfangreich modernisiert.